# Toufik Hakem
Toufik Hakem, né le 30 septembre 1972, est un joueur de handball, ancien international algérien ,.

## Parcours
- MC Alger
- Limoges Hand 87

## Palmarès

### avec l'Équipe d'Algérie
Championnats du monde
- 17e au championnat du monde 1997 ( Japon)
- 15e au championnat du monde 1999 ( Égypte)
- 13e au championnat du monde 2001 ( France) [3]

Championnat d'Afrique
- Médaille d'or au championnat d'Afrique 1996 ( Bénin)
- Médaille d'argent au championnat d'Afrique 1998 ( Afrique du Sud)

### Distinctions individuelles
- 6e meilleur gardien du championnat du monde 1999 avec 40,5 % d'arrêts